# 光ある場所へ
「光ある場所へ」（ひかりあるばしょへ）は、May'nの楽曲。14枚目のシングルとして2016年11月23日にFlyingDogから発売された。

## 概要
May'nのシングルとしては前作「Belief」から約3ヶ月ぶり、所属するFlyingDogからは約1年ぶりのリリースとなる。
初回限定盤（VTZL-117）と通常盤（VTCL-35246）の2種リリースで、限定盤には本曲のPVを収録したDVDが同梱されている。
表題曲「光ある場所へ」は、テレビアニメ『終末のイゼッタ』のエンディングテーマに使用された。すべてを受け入れ、それでも前を向き、光に向かっていく意思を感じさせる荘厳なバラードとなっている。2016年11月の記事では「根本にあるのは、戦時下を舞台にしている『終末のイゼッタ』の世界観です。戦時下に生きている登場人物たちの、どうしようもないもどかしさというか、自分1人の力じゃどうすることもできない虚無感とかを表現したいと思って歌っています。今までの私だったら歌えなかった歌というか、12年目のMay'nだからこそ歌えた歌になったんじゃないかなって思います」と本人がコメントしており、それまでの前向きで強気な感情や価値観の楽曲とは異なる。
2曲目「Destiny」は、PlayStation 4用ゲーム『ストリートファイターV』ゼネラルストーリーのアジア版イメージソング。
3曲目「スピカ」は、May'n 初となる、大人な雰囲気が漂うソリッドでジャジーなナンバー。同世代の女性の、日常に潜む心の葛藤を描いた歌詞にも注目。

## シングル収録曲
| #         | タイトル                         | 作詞      | 作曲      | 編曲      | 時間  |
| --------- | -------------------------------- | --------- | --------- | --------- | ----- |
| 1.        | 「光ある場所へ」                 | 岩里祐穂  | 藤澤風緒  | 南田健吾  | 5:10  |
| 2.        | 「Destiny」                      | 有坂美香  | NAOKI-T   | NAOKI-T   | 4:29  |
| 3.        | 「スピカ」                       | kidlit    | kidlit    | kidlit    | 3:35  |
| 4.        | 「光ある場所へ (without May'n)」 |           |           |           | 5:10  |
| 5.        | 「Destiny (without May'n)」      |           |           |           | 4:30  |
| 6.        | 「スピカ (without May'n)」       |           |           |           | 3:29  |
| 合計時間: | 合計時間:                        | 合計時間: | 合計時間: | 合計時間: | 26:25 |

| #  | タイトル                      | 作詞 | 作曲・編曲 |
| -- | ----------------------------- | ---- | ---------- |
| 1. | 「光ある場所へ」(music video) |      |            |